# Taekwondo-Weltmeisterschaften 1983
Die 6. Taekwondo-Weltmeisterschaft 1983 fand vom 20. bis 23. Oktober 1983 in der dänischen Hauptstadt Kopenhagen statt.
Insgesamt wurden 10 Wettbewerbe in unterschiedlichen Gewichtsklassen ausgetragen. Wettbewerbe für Frauen gab es noch nicht. Es nahmen 353 Athleten aus 51 Ländern teil.

## Ergebnisse

### Männer
| Gewichtsklasse | Gold               | Silber           | Bronze               |
| -------------- | ------------------ | ---------------- | -------------------- |
| - 48 kg        | Wang Kwang-yeon    | César Rodríguez  | Emilio Azofra        |
| - 48 kg        | Wang Kwang-yeon    | César Rodríguez  | Choi Chan-ok         |
| - 52 kg        | Ko Jeong-ho        | Turgut Uçan      | Giuseppe Flotti      |
| - 52 kg        | Ko Jeong-ho        | Turgut Uçan      | Benito Javier        |
| - 56 kg        | Han Hong-sik       | Luis Torner      | Geremia Di Costanzo  |
| - 56 kg        | Han Hong-sik       | Luis Torner      | Nader Khodamoradi    |
| - 60 kg        | Lee Jae-bong       | Thomas Fabula    | Ahmet Ercan          |
| - 60 kg        | Lee Jae-bong       | Thomas Fabula    | Gustavo Sanciprián   |
| - 64 kg        | Han Jae-ku         | Ángel Navarrete  | Po-Nhu Ly            |
| - 64 kg        | Han Jae-ku         | Ángel Navarrete  | Michel della Negra   |
| - 68 kg        | Yılmaz Helvacıoğlu | Lindsay Lawrence | Choi Kwang-keun      |
| - 68 kg        | Yılmaz Helvacıoğlu | Lindsay Lawrence | Harald Scharmann     |
| - 73 kg        | Jeong Kook-hyun    | Hans Brugmans    | Luigi d'Oriano       |
| - 73 kg        | Jeong Kook-hyun    | Hans Brugmans    | Patrice Remarck      |
| - 78 kg        | Lee Dong-jun       | Jersey Long      | Brekou Charles Bayou |
| - 78 kg        | Lee Dong-jun       | Jersey Long      | Richard Warwick      |
| - 84 kg        | Ireno Fargas       | Eugen Nefedow    | Michael Knudsen      |
| - 84 kg        | Ireno Fargas       | Eugen Nefedow    | John Lee             |
| + 84 kg        | Jang Seong-hwa     | Dirk Jung        | Henk Meijer          |
| + 84 kg        | Jang Seong-hwa     | Dirk Jung        | Franciso Fonseca     |

## Medaillenspiegel
| Platz | Land                   | Gold | Silber | Bronze | Gesamt |
| ----- | ---------------------- | ---- | ------ | ------ | ------ |
| 1     | Südkorea               | 8    | –      | 1      | 9      |
| 2     | Spanien                | 1    | 2      | 3      | 6      |
| 3     | Türkei                 | 1    | 1      | 1      | 3      |
| 4     | BR Deutschland         | –    | 3      | 2      | 5      |
| 5     | Mexiko                 | –    | 1      | 1      | 2      |
|       | Niederlande            | –    | 1      | 1      | 2      |
| 7     | Kanada                 | –    | 1      | –      | 1      |
|       | Vereinigtes Königreich | –    | 1      | –      | 1      |
| 9     | Italien                | –    | –      | 3      | 3      |
| 10    | Vereinigte Staaten     | –    | –      | 2      | 2      |
|       | Elfenbeinküste         | –    | –      | 2      | 2      |
| 12    | Australien             | –    | –      | 1      | 1      |
|       | Dänemark               | –    | –      | 1      | 1      |
|       | Frankreich             | –    | –      | 1      | 1      |
|       | Iran                   | –    | –      | 1      | 1      |